# UFC Fight Night: Saint Preux vs. Okami
UFC Fight Night: Saint Preux vs. Okami（ユーエフシー・ファイトナイト：サンプルー・バーサス・オカミ、別名UFC Fight Night 117）は、アメリカ合衆国の総合格闘技団体「UFC」の大会の一つ。2017年9月23日、埼玉県さいたま市のさいたまスーパーアリーナで開催された。

## 大会概要
本大会ではオヴィンス・サンプルーと岡見勇信によるライトヘビー級戦が組まれた。
マウリシオ・フアがメインイベントに出場する予定であったが膝の負傷で欠場し、代わって岡見勇信が出場した。
元GLORY世界ライトヘビー級王者のグーカン・サキが総合格闘技再デビュー戦を行った。ウェルター級キング・オブ・パンクラシスト阿部大治、ストロー級クィーン・オブ・パンクラシスト近藤朱里がUFCデビュー。

## 試合結果

### プレリミナリーカード
第1試合 ウェルター級 5分3R
○  阿部大治 vs.  イム・ヒョンギュ ×
3R終了 判定3-0（29-28、29-28、29-28）
第2試合 ウェルター級 5分3R
○  安西信昌 vs.  ルーク・ジュモー ×
3R終了 判定3-0（29-28、29-28、30-27）
第3試合 女子ストロー級 5分3R
○  近藤朱里 vs.  ジョン・チャンミ ×
3R終了 判定2-1（30-27、30-27、28-29）
第4試合 ウェルター級 5分3R
○  中村K太郎 vs.  アレックス・モロノ ×
3R終了 判定2-1（29-28、28-29、29-28）

### メインカード
第5試合 フライ級 5分3R
× 佐々木憂流迦 vs.  ジュシー・フォルミーガ ○
1R 4:30 リアネイキドチョーク
第6試合 フェザー級 5分3R
○  石原夜叉坊 vs.  ロランド・ディ ×
3R終了 判定3-0（28-27、29-27、28-27）
第7試合 ライトヘビー級 5分3R
○  グーカン・サキ vs.  ルイス・エンリケ・ダ・シウバ ×
1R 4:45 KO（左フック）
第8試合 ライト級 5分3R
×  五味隆典 vs.  キム・ドンヒョン ○
1R 1:30 TKO（右ストレート→パウンド）
第9試合 女子ストロー級 5分3R
○  ジェシカ・アンドラージ vs.  クラウディア・ガデーリャ ×
3R終了 判定3-0（30-26、30-25、30-27）
第10試合 ライトヘビー級 5分5R
○  オヴィンス・サンプルー vs.  岡見勇信 ×
1R 1:50 ヴォンフルーチョーク

### 各賞
ファイト・オブ・ザ・ナイト： ジェシカ・アンドラージ vs. クラウディア・ガデーリャ
パフォーマンス・オブ・ザ・ナイト： グーカン・サキ、オヴィンス・サンプルー
各選手にはボーナスとして5万ドルが授与された。

## カード変更
負傷などによるカード変更は以下の通り。
- マウリシオ・フア → 岡見勇信 （第10試合）

- 井上直樹 vs. ジュネル・ラウザ → 井上の負傷により中止

- 廣田瑞人 vs. チャールズ・ローザ → 廣田の体調不良により中止